# Лодейно
Лодейно — деревня в Подосиновском районе Кировской области. Входит в состав Подосиновского городского поселения. Малая родина дважды Героя Советского Союза, Маршала Советского Союза Ивана Конева.

## География
Расположена в северо-западной части региона, возле административной границы с Вологодской областью, в пределах возвышенности Северные Увалы, в подзоне средней тайги, на расстоянии примерно 15 км на юго-восток по прямой от центра района поселка Подосиновец.

### Климат
Климат характеризуется как умеренно континентальный, с продолжительной холодной многоснежной зимой и умеренно тёплым коротким летом. Средняя температура воздуха самого холодного месяца (января) составляет −13,6 °C; самого тёплого месяца (июля) — 17,2 °C . Годовое количество атмосферных осадков — 734 мм, из которых 365 мм выпадает в период мая по сентябрь. Снежный покров держится в течение 172 дней.

## История
Известна с 1764 года как деревня с населением 13 душ мужского пола, в 1859 году здесь (Лодейная) дворов 25 и жителей 174, в 1950 81 и 243, в 1989 73 жителя.

## Население
| 2010 |
| ---- |
| 14   |

### Национальный состав
Согласно результатам переписи 2002 года, в национальной структуре населения
русские составляли 100 % из 51 чел.

## Известные уроженцы, жители
В Лодейно родился и жил до 18 лет — до 1916 года Иван Степанович Конев — будущий Маршал Советского Союза дважды Герой Советского Союза.

## Инфраструктура
Мемориальный Дом-музей И. С. Конева.

## Транспорт
Просёлочные дороги.